# Mistrzostwa Europy w Zapasach 1909
Mistrzostwa Europy w zapasach 1909, były 8. edycją nieoficjalnych mistrzostw Europy w tej dyscyplinie sportowej (styl klasyczny). Zawody odbyły się w dwóch miastach - Dreźnie oraz Malmö.

## Zawody w Malmö

### Medaliści
| Kat. wagowa | Złoto                 | Srebro            | Brąz             |
| ----------- | --------------------- | ----------------- | ---------------- |
| -67,5 kg?   | Hans Heinrich Egeberg | Alfred Lindblad   | Gustaf Malmqvist |
| -75 kg      | Gustaf Malmström      | Alfred Pursiainen | Frederik Hansen  |
| -82,5 kg?   | Harald Christensen    | Antti Savolainen  | Lorens Rosman    |
| +82,5 kg    | Frithiof Mårtensson   | Arnold Hansen     | Axel Frank       |

### Tabela medalowa
| Poz. | Państwo   |   |   |   | Łącznie |
| ---- | --------- | - | - | - | ------- |
| 1    | Szwecja   | 2 | 1 | 3 | 6       |
| 2    | Dania     | 2 | 1 | 1 | 4       |
| 3    | Finlandia | 0 | 2 | 0 | 2       |

## Zawody w Dreźnie

### Medaliści
| Kat. wagowa | Złoto                 | Srebro        | Brąz            |
| ----------- | --------------------- | ------------- | --------------- |
| -62,5 kg    | Ewald Hegewald        | Karel Halík   | Karl Wernicke   |
| -70 kg      | Theodor Schibilski    | Georg Helgert | Franz Schlammer |
| -80 kg      | Matthias Hartl        | Emil Kerstan  | Fritz Drässe    |
| +80 kg      | Hans Heinrich Egeberg | Paul Wätzig   | Josef Lehner    |

### Tabela medalowa
| Poz. | Państwo              |   |   |   | Łącznie |
| ---- | -------------------- | - | - | - | ------- |
| 1    | Cesarstwo Niemieckie | 3 | 3 | 4 | 10      |
| 2    | Dania                | 1 | 0 | 0 | 1       |
| 3    | Królestwo Czech      | 0 | 1 | 0 | 1       |